# Portugal International 1966
Die Portugal International 1966 fanden in Lissabon statt. Es war die zweite Auflage dieser internationalen Titelkämpfe von Portugal im Badminton.

## Titelträger
| Disziplin    | Sieger                           |
| ------------ | -------------------------------- |
| Herreneinzel | Anton Sauter                     |
| Dameneinzel  | Isabel Rocha                     |
| Herrendoppel | Fernando Pinto Pinto Alves       |
| Damendoppel  | Conceição Felizardo Isabel Rocha |
| Mixed        | José Bento Isabel Rocha          |